# Gamma Capricorni
Gamma Capricorni (γ Cap, Nashira) – gwiazda w gwiazdozbiorze Koziorożca o wielkości gwiazdowej 3,58m. Znajduje się około 106 lat świetlnych od Słońca.

## Nazwa
Gwiazda nosi tradycyjną nazwę Nashira, która wywodzi się od arabskiego ‏سعد ناشرة‎ saʽd nashirah, co oznacza „szczęśliwa”, „niosąca dobre nowiny”. Starożytni Arabowie określali tym terminem łącznie gwiazdy Gamma i Delta Capricorni (Deneb Algedi). Międzynarodowa Unia Astronomiczna zatwierdziła użycie nazwy Nashira dla określenia tej gwiazdy.

## Charakterystyka
Nashira była klasyfikowana jako gwiazda typu widmowego F, ale nowsze obserwacje wskazują, że jest ona raczej typu widmowego A7. Ma jasność 47 razy większą niż jasność Słońca. Przypuszczalnie gwiazda ta zakończyła syntezę wodoru w hel w jądrze i rozpoczęła proces zmiany w olbrzyma, bądź jest tego bliska. W związku z wolną rotacją (30 km/s na równiku, niewiele jak na gwiazdy tego typu) pierwiastki w atmosferze gwiazdy mogą zostać rozdzielone i w widmie gwiazdy uwidaczniają się linie metali.